# Carbazida
Se denomina en química carbazida a las amidas del ácido carbónico cuyos amidogenos han sido reemplazados por restos hidrazínicos.

## Nomenclatura dada por Fischer
- Siendo bibásico el ácido carbónico da lugar a la formación de una diamida tal como la urea
- Si los dos grupo NH2 se reemplazan por dos grupos NH - NH2 resulta un cuerpo llamado por Hermann Emil Fischer carbazida
- Si es reemplazado un solo grupo NH2 el producto resultante se llama semicarbazida

### Valoración
- Es una nomenclatura muy simple
- El grave inconveniente es el no respetar las reglas generales de la nomenclatura y de hacer convenciones que no son indispensables:
  - El nombre carbazida puede considerarse como una abreviatura de carbodihidrazida pero tiene el inconveniente de necesitar los vocablos carbazona y carbodiazona para designar a otros compuestos
  - El prefijo semi que figura en la semicarbazida constituye una convención inútil, ya que se puede designar este compuesto sirviéndose únicamente de las convenciones establecidas

## Sulfocarbizinas
Tratado el sulfocarbanohidracidas por ácido clorhídrico concentrado en un tubo cerrado hay separación de amoníaco y formación de unos compuestos llamados sulfocarbizinas (Fischer).